# Carcassonne
För andra betydelser, se Carcassonne (olika betydelser).
Carcassonne (occitanska: Carcassona) är en stad och kommun i den sydfranska regionen Occitanien och är administrationscentrum (préfecture) i departementet Aude. År 2022 hade Carcassonne 46 429 invånare. Staden är mest känd genom den gamla staden som är helt omgiven av fästningsverk som påbörjades redan under romartiden.
Under tidig medeltid tillhörde Carcassonne den historiska provinsen Languedoc. Floden Aude som rinner upp i Pyrenéerna genomkorsar staden från sydväst mot nordost och delar den i en östra och en västra halva. Alldeles utanför staden viker Aude därefter av mot sydost mot Medelhavet. Öster om floden ligger Cité de Carcassonne med sin medeltidsbebyggelse omgärdad av dubbla stadsmurar. Dessa ger en god bild av hur befästningskonsten utvecklades från 500-talet fram till 1300-talet. Den största delen av befolkningen bor i de västra delarna, Bastide Saint-Louis eller Ville Basse (nedre staden), vilka samtidigt är de som växer snabbast. De centrala delarna av staden är sammankopplade med de båda broarna Pont vieux och Pont neuf.
Den gamla befästningsstaden sattes upp på Unescos världsarvslista 1997.

## Geografi
Carcassonne ligger på slätten mellan Pyrenéerna och Centralmassivet, nio mil sydost om Toulouse och cirka 80 mil söder om Paris. Där korsade varandra två viktiga transportleder sedan antiken, dels den historiska vägen från Garonnedalen vid Atlanten till Medelhavet, dels vägen mellan Centralmassivet och Spanien längs kanten av Pyrenéerna. Canal du Midi som förbinder Medelhavet med Atlanten går (numera) centralt tvärs genom Carcassonne. Även kanalen blev uppsatt på Unescos lista över världsarv. Det blev den 1996.

## Historia
Rester av mycket gamla bosättningar i området är daterade till runt 3500 f.Kr. På 500-talet f.Kr. blev Carcassonne ett romerskt oppidum (befäst småstad), grundat två kilometer söder om dagens Carcassonne och med det keltiska ortnamnet Carsac. Området hade sannolikt en iberisk befolkning vid den tiden. Carsac blev en viktig handelsplats för hela regionen.

### Gallo-romersk period

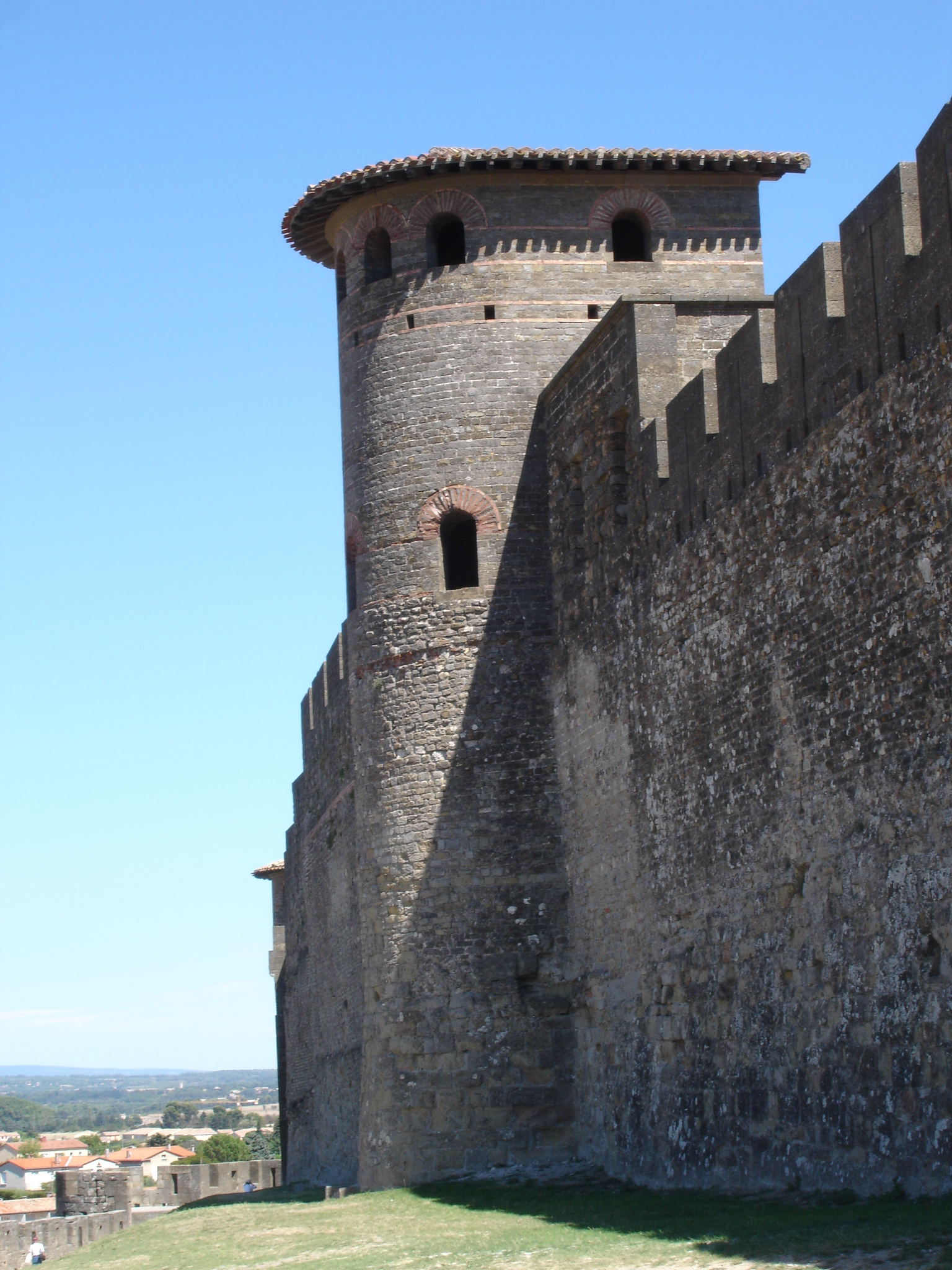
Torn från gallo-romersk tid

Det galliska folket Volcae Tectosages från Centraleuropa erövrade staden runt 300 f.Kr. och slog sig ner där Carcassonne ligger idag.
Runt 120 f.Kr. blev staden en del av den romerska provinsen Gallia Transalpina, senare benämnt Gallia Narbonensis. Stadens strategiska placering fick romarna att göra staden till en colonia under namnet Julia Carsaco, senare Carcasum. De äldsta murarna i Carcassonne samt större delen av de nedersta stenräckena på stadsmuren mot norr dateras alla till gallo-romersk tid.
Befästningar typiska för perioden karaktäriseras av murar som sträcker sig mellan tätt placerade runda eller kvadratiska torn. Murarna mellan tornen löper i sicksack, eftersom korta, varandra snedställda murar stöder varandra och därför är betydligt mer motståndskraftiga än en enda lång och rak mur. Av befästningens över trettio gallo-romerska torn är endast tre bevarade, Moulin du Connétable, Moulin du Vieulas och Marquière. Dessa torn dominerar den norra muren. Marquièretornet är det mest ursprungliga; de två andra tornen fick sin överdel ombyggd under 1200-talet.

### Visigotisk period
År 462 avträdde romarna officiellt den västra delen av Gallia Narbonensis, Septimania, till den visigotiske kungen Teoderik II, som då hade belägrat Carcasum i nio år. Teoderik fortsatte utbyggnaden av befästningsverken i staden, som nu kallades Carcasona, och den förblev en gränsstad mot norr. Visigoterna kopierade den gallo-romerska arkitekturen, och det är därför endast med svårighet man kan skilja det som byggdes under Teoderiks tid från äldre konstruktioner. Mycket av det som visigoterna uppförde finns ännu kvar. Teoderik ska även ha påbörjat den basilika som numera är helgad åt S:t Nazarius. Tidigt på 500-talet, källor säger 533 eller möjligen kort därefter, blev såväl Carcasona som Agde och Maguelone biskopssäte. Det lär ska ha byggts en visigotisk katedral i Carcasona, men några lämningar av en sådan har man aldrig funnit. Den första biskopen hette Sergius (källbelagd år 589).

### Saracensk och frankisk period
År 508 slog visigoterna framgångsrikt tillbaka ett angrepp av den frankiske kungen Klodvig I. År 725 förlorade visigoterna emellertid kontrollen över staden, som då föll i händerna på muslimska saracener från Barcelona. Därmed fick den namnet Carchachouna. Den frankiske kungen Pippin den lille iscensatte 759 sina intentioner att driva bort saracenerna, och året därpå hade han erövrat merparten av Sydfrankrike, men fästningen i Carcassonne förmådde han inte inta.
Legenden om Dame Carcas sägs ha sitt ursprung från den tiden. Änkan efter saracenen Balaak använde krigslist för att försvara Carcasona mot Karl den stores trupper. Städer, hur starkt befästa de än är, kan i längden inte stå emot en belägring. Förr eller senare tar förråden slut, och då blir läget prekärt för försvararna hur starka de än är. Dame Carcas fick emellertid den idén att som demonstration över hur välförsedd staden var låta kasta ut en välfödd gris från ringmuren. Det sägs vidare att de frankiska befälhavarna då skall ha ansett en kostsam belägring vara meningslös och givit upp. För att meddela stadens invånare de goda nyheterna lät Dame Carcas ringa, på franska "sonner", i stadsklockorna. Legenden förtäljer vidare att det är så namnet Carcas sonne har uppkommit. Historien lider emellertid av en kronologisk felaktighet, i det att Karl den store inte övertog tronen efter sin far Pippin förrän långt senare.

### Medeltiden

#### Trencaveldynastin

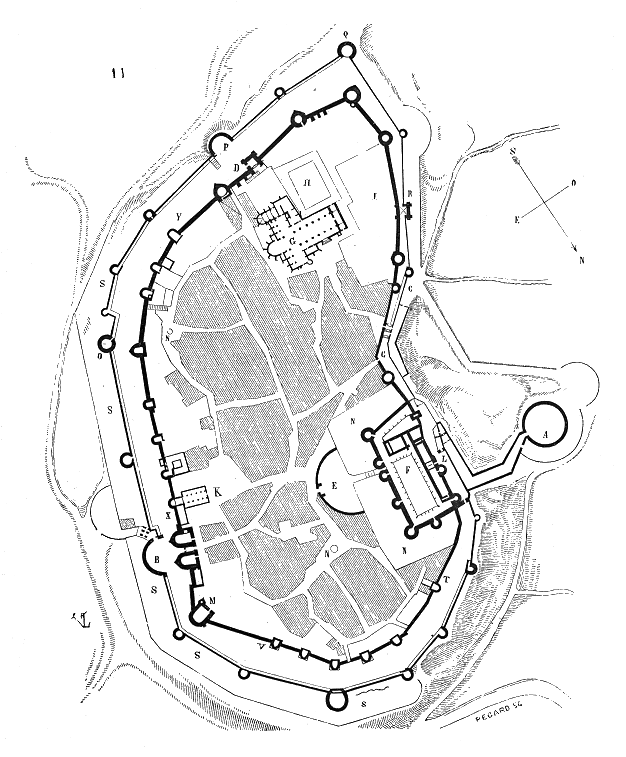
Karta över Cité de Carcassonne på 1200-talet

Efter Karl den stores död övergick den starka kungamakten i ett allt mer utvecklat feodalsystem i det efter honom uppdelade landet. År 1067 blev egendomen Carcassonne förlänad Ermengard, vicomtesse av Agde och Béziers. Hon var gift med Raimond Bernard Trencavel, vicomte av Albi och Nîmes (titeln vicomte hette ursprungligen ’vicecomte’ {latin: vice comes}, vilket skulle kunna översättas med ’vicegreve’, i Beneluxländerna ’borggreve’, en titel mellan baron och greve). År 1082 blev Trencavel mördad, och sonen, Bernard Aton Trencavel, utropade sig till vicomte av Carcassonne, Albi, Nîmes och Béziers. Carcassonne löd under Trencaveldynastin fram till 1209, och åtnjöt under denna period både välstånd och stort inflytande. Skatter på handelsvaror gav goda intäkter både till staden och till vicomten. Staden blev vid den tiden indelad i châtellenies med en vasall som ansvarig i var och en av dessa. Familjen Trencavel hade sedan lång tid legat i fejd med sina två mäktiga grannar Barcelona och Toulouse, och ingick under tidens gång allianser än med den ene än med den andre, vilka både bröts upp och åter ingicks allteftersom deras respektive makt varierade.
Under perioden uppfördes flera nya byggnader, och många av de äldre restaurerades. Grundstenarna till katedralen S:t Nazarius välsignades av påve Urban II år 1096. Påven var vid tillfället i Carcassonne för att där övertala Bernard de Trencavel att ansluta sig till det korståg som höll på att organiseras. Katedralen skulle därvidlag bli en bastion mot stadens många kättare (ordet kättare kommer från kathar, av grekiskans katharos som betyder ren; se nedan). Vid den här tiden höll även slottet Château Comtal på att byggas; det påbörjades år 1130. De visigotiska tornen och de gallo-romerska murarna som var i dåligt skick efter de många angrepp de hade fått utstå genom århundradena, restaurerades och tornen byggdes upp så att de blev ännu högre.

#### Den romersk-katolska kyrkan och katarerna
Under 1100-talet florerade katarismen i områdena i och runt Carcassonne. Katarismen var en religiös riktning baserad på dualistisk kristen tro. I början av 1200-talet var Carcassonne präglat av stort välstånd. Antalet invånare låg runt 4 000. Dessutom fanns flera förorter utanför murarna, bland annat S:t Vincent och S:t Michel, den senare ett rent judiskt samhälle. Den unge vicomte Raymond Roger Trencavel (1185 - 10 november 1209) gav de katarer som bodde i hans områden religionsfrihet och beskydd. Katarerna här kom senare att bli kända som Albigenser efter staden Albi.
Den katolska kyrkan kände stor oro över denna utveckling. År 1204 utnämnde påve Innocentius III tre påvliga legater och en inkvisitor för en ny mission mot albigenserna under abbot Arnaud Amaury av Cîteaux. Då kätteri var en förbrytelse skulle legaterna inte bara predika, utan också leverera kättarna till de civila myndigheterna för förvisning och beslagtagande av eventuell egendom. En av de fyra utsända, cisterciensermunken Pierre de Castelnau tog sin uppgift på så stort allvar, att han inom kort blev både fruktad och hatad i hela regionen. Den spanske prästen Dominicus (dominikanordens grundläggare) övertalade emellertid legaterna att hellre använda kättarnas egna metoder, som var långt mer effektiva. Genom att göra avkall på all pomp och ståt som de tidigare omgett sig med och i stället leva i evangelisk fattigdom uppnådde den påvliga legationen snabbt betydande resultat.
Carcassonne blev känt för sin roll under Albigenserkriget, beordrat av påve Innocentius III. Detta krig startades på grund av att en av greve Raymond VI av Toulouses tjänare, på grevens order, sades ha dödat legaten Pierre de Castelnau den 15 januari 1208.
Påven Innocentius III blev stort förbittrad över detta mord och beordrade att militär makt skulle sättas in mot albigenserna och deras ledare, greve Raymond. I juli 1209 förklarade han heligt krig eller kättarkorståg mot dem efter att dessförinnan ha förklarat katarerna vara satanister. Efter att ha intagit Béziers och massakrerat de 20 000 invånarna där, tvingade den påvliga hären under Simon de Montforts befäl den 15 augusti 1209 invånarna i Carcassonne att ge sig. Då hade staden varit belägrad i två veckor. Långt innan dess hade emellertid så gott som alla människorna flytt staden genom underjordiska gångar och höll sig gömda sig i skogarna runtomkring. Av de kvarvarande 500 invånarna, gamla, sjuka och barn, fick hundra lämna staden nakna, endast medförande sina synders last, medan de övriga 400 blev brända eller hängda.
Efter att ha tagit Trencavel till fånga och kort därefter lämnat honom att dö i sitt eget fängelse, tog Montfort själv över både staden och vicomtetiteln. Han förstärkte fästningsverken, och nu blev Carcassonne en gränsstad mellan Frankrike och Aragonien.

#### Under fransk krona
År 1240 försökte Trencavels son återta sina egendomar, men han lyckades inte. Han blev tvungen att avsäga sig sin rätt till egendomen år 1246. Året efter blev Trencavels egendomar, däribland Carcassonne, konfiskerade och underlagda den franska kronan. Både Ludvig IX och efterföljaren Filip III genomförde omfattande förstärkningar av befästningarna i Carcassonne väljämte fem andra fästningar längs gränsen mot Aragonien (då ett självständigt kungarike, numera en del av Spanien). Dessa fästningar kallades Carcassonnes fem söner. I själva Carcassonne påbörjades byggandet av en yttre ringmur med torn 1248. Filip III lät också uppföra en huvudport i den inre muren i Cité, Narbonnaiseporten, men även S:t Nazariusporten med omgivning, Trésautornet och ett vakttorn på slottet; det sistnämnda finns inte kvar idag. Han lät också restaurera flera av de gallo-romerska tornen.
Ett uppror mot kronan 1262 bestraffades med att en del av Carcassonnes invånare blev utdrivna ur staden. Dessa fick så småningom tillåtelse att bosätta sig på floden Audes västra strand, och kung Ludvig IX påbörjade uppförandet av den nedre stadsdelen "Bastide Saint-Louis", som idag är en del av Ville Basse.
Fästningen ansågs under denna tid vara ointaglig. År 1335, under Hundraårskriget, misslyckades Edvard, den svarte prinsen, att ta staden, även om hans trupper ödelade och brände den delen som låg på mer låglänt mark. Den sistnämnda återuppbyggdes dock i etapper.

### 1500–1800
År 1531 spred sig den kalvinistiska protestantismen i området. Cité förblev katolskt, medan invånarna i den nedre staden konverterade till protestantismen, något som ledde till en blodig konflikt de två stadsdelarna emellan. År 1582 blev den nedre delen tilldelad titeln Ville av Languedocstaterna. Den starka rivaliteten fortsatte, med den andliga och politiska makten (biskopen och kungens representanter) församlad i det högt belägna Cité och med den ekonomiska makten och med högre välstånd i den nedre stadsdelen.
Vid freden i Pyrenéerna år 1659 blev gränsprovinsen Roussillon överförd till Frankrike, varvid Carcassonnes militära betydelse minskade. Detta var början på slutet för det Cité. Fästningsverken övergavs på 1700-talet och man började ta sten därifrån för att uppföra nya byggnader och reparera gamla. Taken rasade samman och fästningen förföll.
Den nedre stadsdelen blomstrade emellertid, mycket tack vare en ylletextilindustri. En kunglig fabrik etablerades år 1694 på la Trivalle; den kan beskådas än idag. Staden blev åter ett ekonomiskt centrum i regionen, och dess välstånd kunde utläsas av de stora stadsgårdar som uppfördes på 1700-talet. Med tiden började både borgarna och maktens representanter att föredra det expansiva Ville Basse framför det mer stillastående Cité. År 1783 genomled dock textilindustrin sin första kris och välståndet sjönk.
År 1800 slogs de två stadsdelarna ihop, Ville Basse och Cité, och året därefter flyttades det religiösa sätet från S:t Nazariuskatedralen till S:t Michelkyrkan i den nedre staden. Napoleon I nedgraderade fästningen tre år senare, varefter den fick minimalt med medel från krigsministeriet.
År 1810 lades sträckningen av Canal du Midi om, så att den nu flöt igenom centrum av den nedre staden, efter att innan ha gjort en lov runt den. Under första hälften av 1800-talet blommade åter textilindustrin upp, men den nådde aldrig den nivå den hade haft tidigare. Ville Basse fortsatte att utvecklas, medan Cité alltmer sjönk ner i ren vanmakt med en fattig och arbetslös befolkning och med den gamla fästningen i ett fortskridande förfall. Det sistnämnda gick så långt, att den franska regeringen 1849 beslöt att den skulle rivas. Detta satte dock igång en reaktion som räddade Cité från total utplåning. Staden klassades som historiskt monument och istället påbörjades ett omfattande reparationsarbete lett av arkitekten Eugene Viollet-le-Duc.
Staden fick järnväg år 1857. Från och med år 1870 minskade textilindustrins omfattning kraftigt medan istället vinodlingarna runt staden ökade. Vingårdar växte upp överallt.

## Restaurering
Då den franska regeringens beslut om rivning offentliggjordes år 1849 skapade det rabalder. Carcassonnes antikvarie och borgmästare Jean-Pierre Cros-Mayrevieille och författaren Prosper Mérimée, som var uppsyningsman för historiska monument, ledde en kampanj för att bevara fästningsverken såsom historiskt monument. Senare samma år togs beslut i saken, och renoveringsuppdraget gick till arkitekten Eugène Viollet-le-Duc. Han hade då varit verksam vid restaureringen av S:t Nazariusbasilikan sedan 1844.
År 1853 startade restaureringsarbetena av murens västra och sydvästra delar. Därefter kom turen till Narbonnaiseportens båda tvillingtorn på östsidan, porten in till Cité. Huvudvikten av arbetet lades på att restaurera taken på alla torn och ringmurar. Viollet-le-Duc beordrade rivning av diverse strukturer som stod tätt intill ringmurarna, varav några av aktningsvärd ålder, medan andra blev sammanslagna. Vid sin död 1879 lämnade han efter sig rikligt med anteckningar och skisser. Hans elev Paul Boeswillwald tog vid och fortsatte restaureringsarbetet liksom senare arkitekten Nodet. Arbetet var inte klart förrän in på 1960-talet.
Restaureringen blev starkt kritiserad medan Viollet-le-Duc levde. Han hade tidigare arbetat i Nordfrankrike och gjorde misstaget att använda skiffer till torntaken och att ge dessa kägelform, medan den lokala byggtraditionen föreskrev taksten och låga tak. Trots att i synnerhet tornen efter restaureringen inte är historiskt riktiga, råder det dock enighet om att Viollet-le-Duc gjort en berömvärd insats i Carcassonne.

## Fästningsstaden

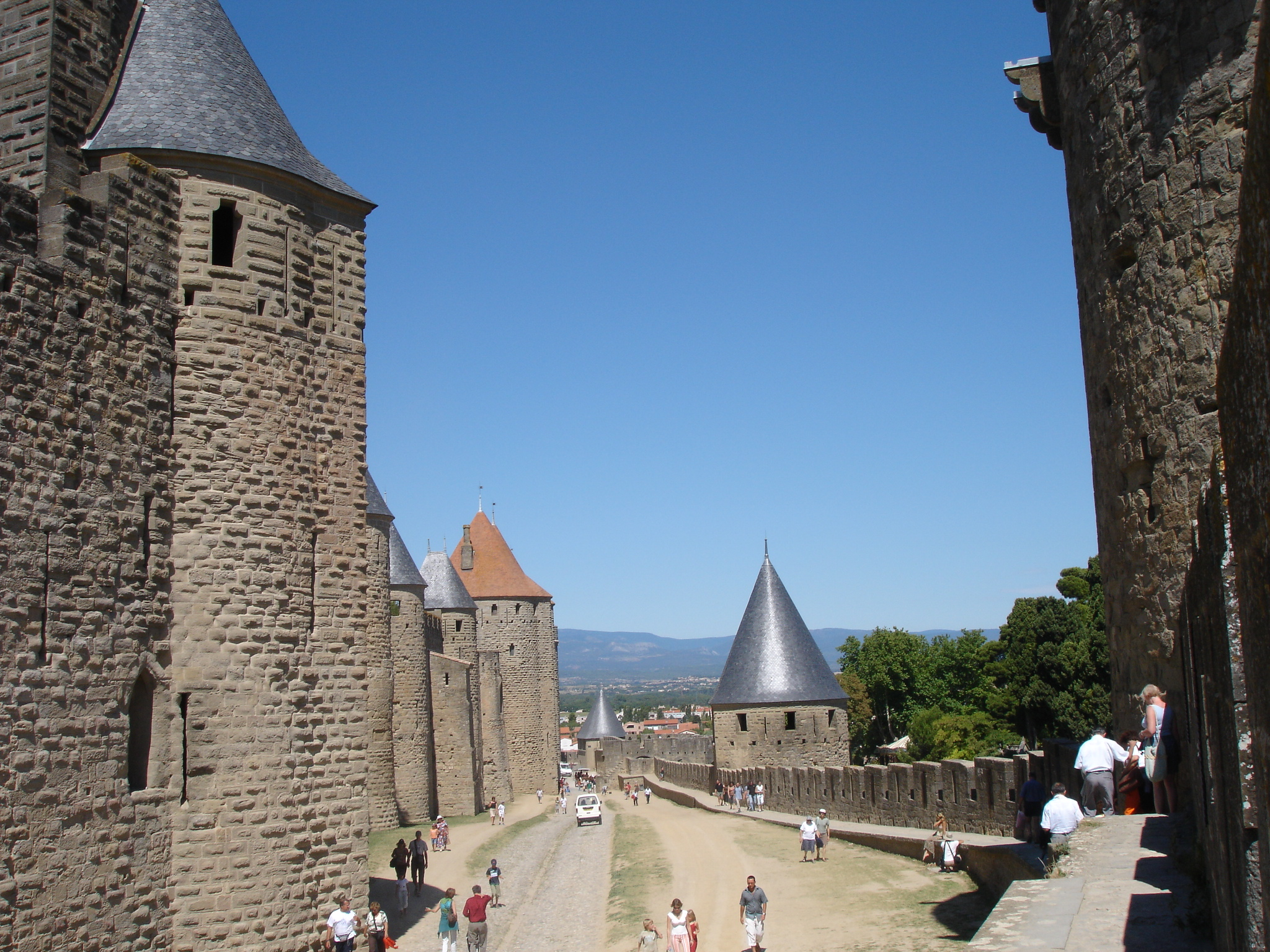
Gången mellan den yttre och inre ringmuren

De mest sevärda byggnaderna i Cité de Carcassonne förutom ringmuren, är slottet från 1100-talet och S:t Nazariusbasilikan från 1000-talet. Kyrkan har intressanta glasmålningar och gravmonument. I den nedre staden utmärker sig kyrkorna S:t Michel och S:t Vincent från 1300-talet samt rådhuset, justitiepalatset och torghallarna.

### Ringmuren
Fästningsanläggningen i Carcassonne består av en dubbel ringmur med 53 torn. Den inre muren är delvis från gallo-romersk tid (200- och 300-talet) och ringlar sig cirka 1 kilometer runt krönet på den höjd varpå Cité ligger. Större delen av den inre muren består dock numera huvudsakligen av rekonstruktioner, varav två tredjedelar är från slutet av 1200-talet och början av 1300-talet. Två viktiga sektioner finns dock ännu kvar från gallo-romersk tid, det sydöstra hörnet och muren intill Marquièretornet, Vieulastornet och Connétabletornet i nordfasaden. Dessa gallo-romerska torn har hästskoformad bottenyta. Marquièretornet, som är det mest ursprungliga av dem, har romanska fönsteröppningar. Även på östfasaden finns rester av ett torn från denna period, S:t Sernintornet. Detta blev delvis återuppbyggt på 1200- och 1400-talet.
Den 1,6 kilometer långa yttre ringmuren följer den inre muren och är byggd mellan 1228 och 1245. Fem vakttorn och fjorton runda torn delar muren i sektioner. Vadetornet är ett av fästningsverkets större torn och innehåller både brunn, eldstad, ugn och latriner. Detta cirkelformade torn stod färdigt år 1245, och är det enda tornet i den yttre muren som är dekorerat med skulpturer. Mellan den yttre och inre muren finns en gång, smal mot väst och bredare mot norr, syd och öst.

### Narbonnaiseporten

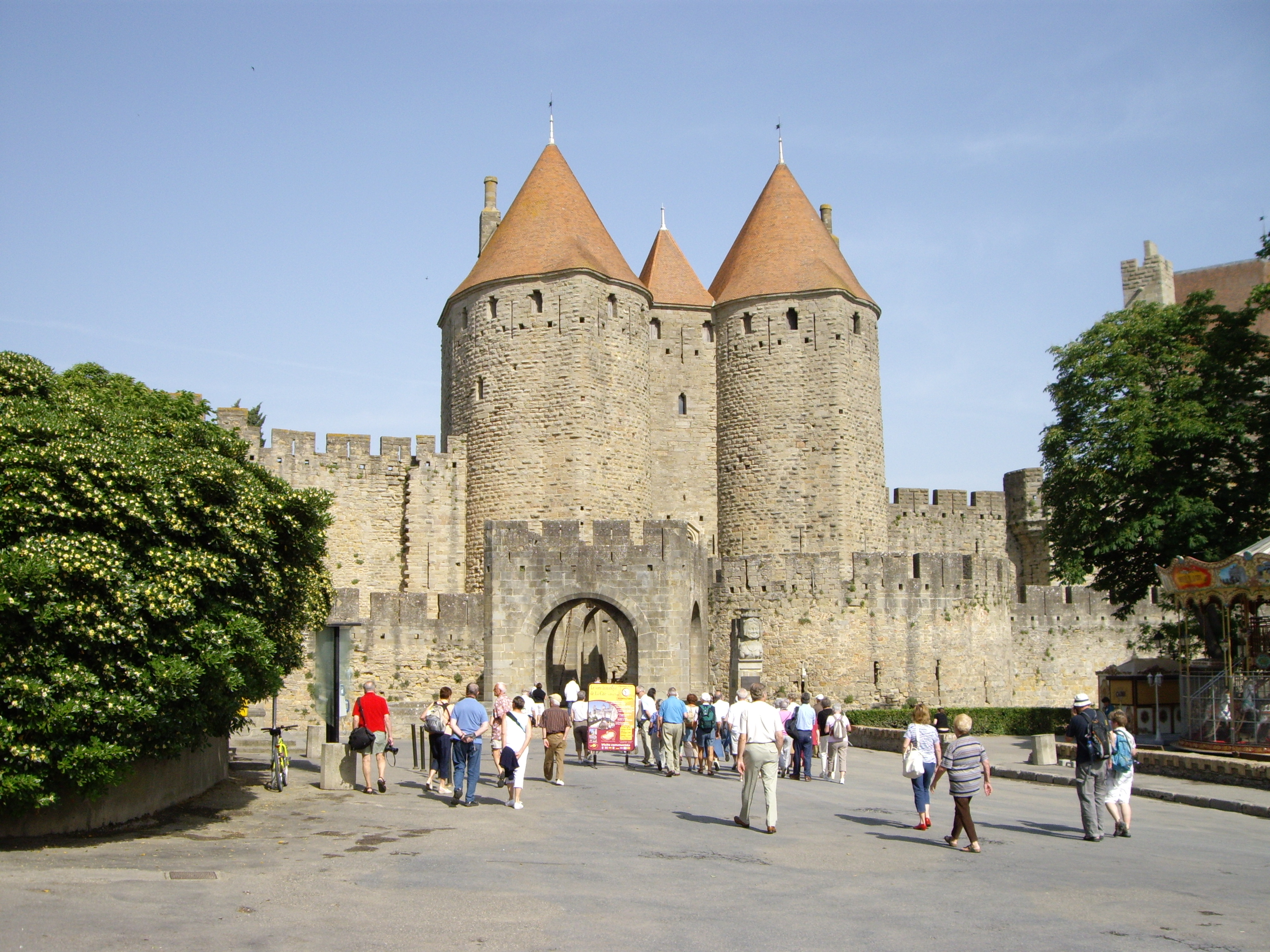
Narbonnaiseporten

Narbonnaiseporten, eller Narbonneporten, är från 1200-talet. Porten är fästningens ingång från öst och är flankerad av två torn med spetsiga tak och ett dubbelt vakttorn. Portbyggnaderna är försedda med monumentala eldstäder, stora kar för förvaring av salt samt vattentankar och kunde hysa ett stort antal soldater långa perioder under en belägring. Rum finns i flera våningsplan. Portens utformning har inte enbart militär funktion, utan skulle även utvisa borgens och stadens status. Byggnaden är ett elegant exempel på gotisk arkitektur. Ingången kunde stängas av med en kätting, och porten hade dubbla lås. Vid krigssituationer kunde träbjälkar monteras över porten och på toppen av tornen för att förstärka försvaret. Idag är porten den enda bilvägen in till Cité.

### S:t Nazariusbasilikan
S:t Nazariusbasilikan nämns första gången som kyrka år 925. Den 12 juni 1096 kom påve Urban II till Carcassonne där han välsignade byggnadsstenarna till en blivande katedral vigd åt de heliga Nazarius och Celsus, två martyrer från Milanoområdet som levat under det första århundradet efter Kristus. Denna korskyrka skall ha stått klar under första hälften av 1100-talet. Av den romerska katedralen är endast huvud- och sidoskeppen ännu intakta. Absiden ödelades under den gotiska rekonstruktionen mellan 1269 och 1320. Den nya gotiska absiden har formen av en polygon och är smyckad med glasmålningar med Kristus som tema. Katedralen fick också tvärskepp under rekonstruktionen, och ett kor med sex kapell sattes upp på grunderna av det gamla romerska koret. Kapellen på norr- och sydsidan har glasmålningar med Jesu stamträd och Livets träd som motiv. För att hylla andens ljus ersattes väggarna mellan de smala valvbågarna på huvudskeppet av tjugotvå fönster. Till dessa kommer två stora rosettfönster med Jungfru Maria och Kristus som tema. Katedralen blev också rikt dekorerad med skulpturer. Ingången till huvuddelen ligger på nordsidan och utgörs av ett vapenhus prytt med utmejslade skulpturer.
S:t Nazarius miste sin katedralsvärdighet till förmån för S:t Michelkyrkan i den nedre staden 1801, men den har fortfarande namn om sig som katedral. År 1898 beviljade påve Leo XIII kyrkan att få kallas basilika, och den fick samtidigt tillnamnet Påve Leo XIII:s basilika.

### Slottet Château Comtal
Vicomte Bernard Aton Trencavel av Carcassonne påbörjade bygget av slottet, det så kallade palatium, intill östsidan av muren. Detta slott var tänkt att ersätta ett äldre och betydligt enklare slott som ska ha funnits där tornen på Narbonnaiseporten står idag. Trencavels slott bestod av två grupper av envåningshus placerade vinkelrätt mot varandra. I mitten ståtade ett kvadratiskt mittorn. Takmuren på byggnaden var krenelerad. Den norra delen av slottet jämte ett slottskapell vigt till Jungfru Maria stod färdig 1150. Det enda som finns kvar av kapellet idag är absiden. Byggnaden och kapellet bildade en U-form runt en gårdsplan.
Efter Trencavels fall fick slottet nya försvarsverk. Under perioden 1228-1239 byggdes en mur med bröstvärn och runda torn med skottgluggar runt slottet. Efter 1242 tillkom en extra våning på själva slottsbyggnaderna, och en helt ny byggnad sattes upp mot den södra muren. Rester av detta kan ses på södra gårdsplanen ("cour du midi"). Runt 1300 fick valvet i mittentornet väggmålningar med djur- och bataljmotiv.
Slottets befästning är en av Europas bäst bevarade byggnationer från medeltiden. Slottet är ombyggt flera gånger genom århundradena, och det är svårt att föreställa sig hur det kan ha sett ut den gången det var bostad för vicomtefamiljen.

## Ville Basse
Den nyare delen av Carcassonne kallas också Bastide S:t Louis, vilket var namnet på stadsdelen då den grundades år 1262. Den äldsta delen omgavs av en 2, 8 kilometer lång ringmur uppförd mellan 1355 och 1359 av greven av Armagnac. Muren hade en bastion i varje hörn, S:t Martial i nordväst, la Figuières i nordöst, Montmorency i sydost och la Tour Grosse eller les Moulins i sydväst (denna kallas nu du Calvaire). På slutet av 1700-talet hade staden fyra portar. Muren med torn och bastioner revs år 1806. Den äldsta delen av Ville Basse är idag inramad av boulevarder som byggdes under 1700- och 1800-talet över de gamla vallgravarna. Stadsformen är stram och ligger som ett schackbräde runt torget Place Carnot med sin Neptunfontän från 1770. Varje tisdag, torsdag och lördag är det marknad runt fontänen på Place Carnot.

### S:t Michelkatedralen
Då kung Ludvig IX grundlade den nedre stadsdelen 1247 gav han order om att två kyrkor skulle byggas, en på varje sida av den nya staden. Dessa skulle vigas dels åt S:t Michel, dels åt S:t Vincent. S:t Michelkyrkan har ett brett mittskepp och en stor absid med ett absidkapell i öster. Tvärskeppet och koret, båda i romansk stil blev sedermera ersatta av gotiska strukturer, men mittskeppet finns ännu kvar. Kyrkans glasmålningar är tillkomna i etapper från 1300-talet fram till 1500-talet. Taket ändrades till ett valvtak på 1700-talet. S:t Michel fick status som katedral år 1803 och drabbades av en brand år 1849. Restaureringsarbetena efter branden tog nästan 20 år.

### S:t Vincentkyrkan
S:t Vincentkyrkan har ett brett mittskepp och valvtak och är ett gott exempel på den gotiska arkitektur som utvecklades i Languedoc. Kyrkan har ett åttkantigt klocktorn med 47 klockor samt rosettfönster och glasmålningar från 1400-talet. I kyrkan finns fyra statyer från 1300-talet av S:t Vincent, S:t Louis och av två apostlar, vilka alla tidigare hade stått vid ingången.

### Pont Vieux
Bron Pont Vieux över floden Aude har förenat Cité och Ville Basse allt sedan 1300-talet. Stenbron var troligtvis klar 1320. Den består av tolv halvcirkelformade bågar med en diameter varierande från tio till fjorton meter. Ungefär mitt på bron finns ett medfaret metallkrucifix som markerar punkten där den nya och gamla staden möts. Bron byggdes om något under restaureringen år 1820.

### Canal du Midi och Pont Marengo
Kanalen som förbinder Atlanten och Medelhavet, Canal du Midi, löper genom Carcassonne strax norr om Bastide S:t Louis. Kanalen är stadens andra världsarv. Den byggdes på 1600-talet av Pierre-Paul Riquet, men blev inte dragen genom Carcassonne förrän i slutet av 1700-talet. Då den ursprungliga kanalen stod färdig 1681 gick den två kilometer norr om staden. Detta, insåg man snart, var en stor olägenhet, och planer lades de kommande decennierna fram för att ändra kanalens lopp. Detta påbörjades år 1787 och hela anläggningen liksom hamnbassängen samt de nya broarna Pont Marengo, Pont de la Paix och Pont d'Iéna invigdes den 31 maj 1810.
Bron Pont Marengo går över Canal du Midi och förbinder Carcassonne med stadens järnvägsstation. Trafiken i slussarna här är livlig, och kanalbåtarna har blivit en stor turistattraktion. Bron är uppkallad efter slaget vid Marengo, där Napoleon I besegrade Österrike år 1800.

## Ekonomi
Ville Basse har fortfarande textilindustri samt produktion av skor och gummi. Stadsdelen har också blivit centrum för vinproduktionen i hela området. Stora delar av Carcassonnes intäkter kommer dock från turister, vilka lockas av den medeltida staden och av färder på kanalbåtarna. Runt tre miljoner turister besöker Carcassonne årligen. På slutet av 1990-talet blev Carcassonnes flygplats en del av lågprisflygets nätverk med avgångar till och från bland annat Dublin, London (Stansted) och Bryssel.
I juli varje år arrangeras två av Carcassonnes mest populära festivaler, "Festival de La Cité" och "Festival de la Bastide". Den förstnämnda är förlagd till Cité och arrangerades första gången 1957. Festivalens kulturella rötter går dock tillbaka till 1908. Konserter, opera, dans- och teaterföreställningar med nationellt och internationellt kända artister ingår. De historiska omgivningarna ger festivalen en unik inramning. Festival de la Bastide håller till i den nedre stadsdelen, och är en musik- och teaterfestival med runt 70 gratisarrangemang med modern musik, världsmusik och jazz som huvudattraktioner.

## Befolkningsutveckling
Antalet invånare i kommunen Carcassonne
Referens: INSEE

### Engelska
- Catlos, Brian: The Rough Guide to Languedoc Roussillon. Rough Guides, first edition
- Graham-Leigh, Elaine: The Southern French Nobility and the Albigensian Crusade: The Trencavel Viscounts of Carcassonne and Beziers. The Boydell Press 2005. ISBN 1-84383-129-5
- McConnell, Jean: The legend of Carcassonne. University of London P 1962. ASIN: B0000CLEPA
- Panouillé, Jean-Pierre: Carcassonne, History & Architecture. Ouest France 1999. ISBN 2-7373-2497-1.
- Paterson, Linda: The world of the Troubadours, medieval occitan society. Cambridge University Press, 1995

### Franska
- Bruand, Yves: La cité de Carcassonne: les enceintes fortifiées. I Congrès archéologique de la France, Paris, 1973, pp. 496– 515.
- Bruand, Yves: La cité de Carcassonne: la citadelle ou château comtal. I Congrès archéologique de la France, Paris, 1973,pp. 516– 532.
- Débax, Hélène: La féodalité languedocienne: XIe - XIIe siècles: serments, hommages et fiefs dans le Languedoc des Trencavel. Presses Universitaires du Mirail 2003. ISBN 2-85816-651-X
- Dovetto, J.: Carcassonne. Éditions APA-POUX 1996. ISBN 2-907380-68-0.
- Girou, Jean: La cité de Carcassonne. Challamel 1948.
- Panouillé, Jean-Pierre: Carcassonne. Le temps des sièges. Paris, CNMHS/Presses du CNRS, 1992. ISBN 2-87682-067-6.
- Quilaine, Jean & Fabre, Daniel: Histoire de Carcassonne. Toulouse, Privat, 1984, 323 p. ISBN 2-7089-8234-6.